# Турово (Кимрский район)
Турово — деревня в Кимрском районе Тверской области. Входит в состав Приволжского сельского поселения.

## Общая физико-географическая характеристика
Географическое положение
Расположена на северо-восток от озера Азаровское в 400 метрах от него; в 6 км. на север от посёлка Приволжский и в 19 км к северо-востоку от Кимр по прямой. Абсолютная высота — 114 метров над уровнем моря.
Часовой пояс
Турово, как и вся Тверская область, находится в часовой зоне МСК (московское время). Смещение применяемого времени относительно UTC составляет +3:00.

## Население
| 2010 |
| ---- |
| 1    |